# Carbonato di cadmio
Il carbonato di cadmio è un sale di cadmio dell'acido carbonico, di formula CdCO3. 
A temperatura ambiente si presenta come un solido bianco inodore. È un composto nocivo, pericoloso per l'ambiente.